# 39. gardna strelska divizija (ZSSR)
Za druge 39. divizije glejte 39. divizija.
39. gardna strelska divizija je bila gardna strelska divizija v sestavi Rdeče armade med drugo svetovno vojno.

## Zgodovina
Divizija je bila ustanovljena avgusta 1942 z reorganizacijo ostankov 5. zračnoprevoznega korpusa. 
Med drugo svetovno vojno je sodelovala v bitki za Stalingrad in bitko za Berlin.

## Organizacija
- štab
- 112. gardni strelski polk
- 117. gardni strelski polk
- 120. gardni strelski polk
- 87. gardni artilerijski polk

## Poveljstvo
Poveljniki
- generalmajor Stepan Savelijevič Gurev (1942-1943)